# Sognando lei...
Sognando lei... è il quarto album del cantante napoletano Tommy Riccio, pubblicato nel 1989.

## Tracce
Lato A
1. Attimi
2. Che brutta storia
3. Va bè va bè
4. Dolce sentimento
5. Sognando lei...

Lato B
1. Voglio lei
2. Ancora di più
3. 'Nu poco 'e te
4. Comme vuò tu
5. Sexy